# Света Параскева (Галатища, 1835)
Вижте пояснителната страница за други значения на Света Параскева.
„Света Параскева“ (на гръцки: Ἱερός Ναός Ἁγίας Παρασκευῆς Γαλατίστης) е православна църква в паланката Галатища, Халкидики, Гърция, част от Йерисовската, Светогорска и Ардамерска епархия, енория „Успение Богородично“.

## Описание
Църквата е построена в 1835 година. Представлява трикорабна базилика с размери 19 на 11 метра. Има ценни икони от същия период. Владишкият трон почива на антични йонийски капители. Иконата „Света Параскева“ (1836) е дело на Атанасий Галатищки, а иконите „Свети Архангел Михаил“, (1851, „χειρ Γεωργίου“) и „Света Троица“ (1855, „χειρ Γ. Α.“) - на сина му Георгиос Атанасиу. Иконите „Разпятие“ (1849), подписана „διά χειρός Ιωάννου παπα Θαλασσίου“, „Свети Николай“ (1859), подписана „χειρ Ιω π Θ αναγνώστου“ и „Света Параскева“ (1860), подписана „διά χειρός Ιωάννου παπα Θαλασσίου αναγνώστου“ са на Йоанис Папаталасиу.
В 1981 година храмът е обявен за защитен паметник на културата.